# Hrebinky
Hrebinky (en ukrainien : Гребінки, russe : Гребёнки) est une commune urbaine située dans l'oblast de Kiev, en Ukraine. Elle compte 5 713 habitants en 2021.

## Histoire
Hrebinky a été fondée en 1612 en tant que village. Elle a obtenu le statut de commune urbaine en 1958.
L'autoroute M05, reliant la capitale nationale Kiev et la ville méridionale d'Odessa, traverse la ville.

## Démographie
Sa population était de 6993 habitants lors du recensement ukrainien de 2001.